# Dan Beutler
Dan Beutler (Hallstahammar, 1977. október 7. –) svéd válogatott kézilabdázó, kapus.

## Pályafutása

### Klubcsapatban
Pályafutását szülővárosának csapatában, a Hallstahammar SK együttesében kezdte. 1995-ig volt a klub játékosa, majd ezt követően az Irstához igazolt, ahol négy szezont töltött el. Hazájában játszott még az Ystad és a Redbergslids kapusa volt, 2003-ban pedig légiósnak állt és Németországba szerződött, a Flensburg-Handewitthez. 2003–tól 2011-ig, nyolc évadon át védte a csapat kapuját, egyszer bajnokságot, kétszer kupát nyert a csapattal. 
2011 nyarától két szezont védett a HSV Hamburghoz, ahol Bajnokok Ligáját nyert a 2012-2013-as szezon végén. Ezt követően rövid időt eltöltött Katarban, majd visszatért hazájába, az IFK Kristianstadhoz. 2014 novemberében Iránba, az Al-Hojaj együtteséhez szerződött, majd 2015 januárjában visszatért a német Bundesligába, a Lemgóhoz. A 2015-2016-os szezont megelőzően újból visszatért hazájába és a Malmö kapusa lett. Három idényt követően 2019 januárjában a dán élvonalbeli GOG-hoz írt alá, de pályára nem lépett a csapat színeiben. 2019 szeptemberében nyilvánossá vált, hogy márciusi doppingtesztje pozitív eredményt hozott, csapata pedig azonnali hatállyal felbontotta a szerződését. Ekkor egy interjúban őszintén beszélt alkohol- és drogfüggőségéről. 2020 júniusáig szóló eltiltást kapott a Nemzetközi Szövetségtől.

### A válogatottban
2002 és 2010 között 71 alkalommal védett a svéd válogatottban. Részt vett a 2010-es Európa-bajnokságon.

## Sikerei, díjai
- Német bajnok: 2004
- Német Kupa-győztes: 2004, 2005
- Svéd bajnok: 2003
- Bajnokok Ligája-győztes: 2013
- Bajnokok Ligája-döntős 2004, 2007
- Kupagyőztesek Európa-kupája-döntős: 2003
- Az év kézilabdakapusa Svédországban: 2002, 2003